# Лелековка (Кропивницкий)
Район Лелековка (укр. Лелеківка) — это одна из окраин города Кропивницкий.
Как утверждают старожилы из пересказов, происхождение района связана с легендой про казака Лелеку, который основал в XVII столетии свой зимовник. Со временем на месте зимовника выросло село Лелековка, которое в 1963 году вошло в состав города.
Следует отметить, что 1766 г. казаком Степаном Лелека была построена одна из запорожских церквей имени Святой Тройцы.